# Алгебра
Вижте пояснителната страница за други значения на Алгебра.
Алгебрата (от арабски: الجبر, „наместване на счупена кост“) е един от основните дялове на математиката, наред с теорията на числата, геометрията и анализа. В своя най-общ вид алгебрата изучава математическите символи и правилата за тяхната манипулация, като по този начин представлява обединяващо звено за почти всички клонове на математиката.
Алгебрата обхваща широка област – от решаването на прости уравнения до изследването на абстрактни обекти, като групи, пръстени и полета. Елементарната алгебра е основа за изучаването на математиката, природните науки, техниката, медицината и икономиката и преподаването ѝ започва от основното образование. Абстрактната алгебра е област, изучавана обикновено от професионални математици.
Елементарната алгебра се различава от аритметиката по използването на абстракции, като буквени означения за числа, които са неизвестни или нямат точно определена стойност. и с въвеждането на концепцията за променливите. Изрази, използващи променливи, се манипулират с помощта на правилата на операциите, прилагани и върху числата, като с това се постигат различни цели, например решаване на уравнения. Например, в израза {\displaystyle x+2=5} буквата {\displaystyle x} е неизвестно число, но чрез добавяне на -2 от двете страни на равенството може да се получи неговата стойност: {\displaystyle x=3}. В равенството от физиката E = mc2 буквите {\displaystyle E} и {\displaystyle m} са променливи (могат да заемат различни стойности), а буквата {\displaystyle c} обозначава константа. Алгебрата дава методи за изписване на формули и решаване на уравнения, които са много по-ясни и лесни за използване от по-стария метод за словесно описание на зависимостите.

## Етимология
Самото наименование алгебра идва от арабската дума الجبر (ал-джабр, „възстановяване“) и много от нейните методи са създадени от мюсюлмански математици, като корените им могат да бъдат проследени до по-древни традиции, най-вече индийската. Най-рано терминът „алгебра“ се среща през 825 година у иранския астроном, математик и географ Мохамед ал-Хорезми, който е запознат с индийската математика и допринася за нейното популяризиране в Ислямския свят.
В труд на Ал-Хорезми „Сбит трактат за пресмятанията чрез възстановяване и сравняване“ (на арабски: الكتاب المختصر في حساب الجبر والمقابلة, Ал-кутуб ал-мухтасар фии хисааб ал-джабр уа-л-мукаабала) ал-джабр, т.е. „възстановяване“, се нарича действието, при което даден член на уравнението се прехвърля от другата страна на равенството с противоположен знак. Сравняване (ал-мукаабала) Ал Хорезми нарича изваждането на едно и също число от двете страни на уравнението. С тази книга той утвърждава алгебрата като самостоятелен дял на математиката, независим от геометрията и аритметиката.

## Алгебрата като клон на математиката
Алгебрата води началото си от пресмятания, подобни на тези в аритметиката, но с букви, заместващи някои числа. Това дава възможност за извеждане на свойства, които са верни, независимо от числата, за които се отнасят. Например, в квадратното уравнение
{\displaystyle ax^{2}+bx+c=0,}
{\displaystyle a,b,c} могат да бъдат произволни числа (само {\displaystyle a} не може да бъде {\displaystyle 0}), но за бързото и лесно получаване на стойностите на неизвестната величина {\displaystyle x} може да се използва една и съща обща формула, даваща всички възможни решения на уравнението:
{\displaystyle x={\frac {-b\pm {\sqrt {b^{2}-4ac}}}{2a}}\ \ }
Исторически, а и при съвременното преподаване, изучаването на алгебрата започва с решаване на уравнения, като квадратното уравнение по-горе. След това се разглеждат по-общи въпроси – дали дадено уравнение има решение, колко решения има дадено уравнение, какво може да се каже за характера на тези решения. Такива въпроси водят до разширяването на алгебрата към нечислени обекти, като пермутации, вектори, матрици и полиноми. След това структурните характеристики на такива нечислени обекти са обобщени още повече в абстрактни алгебрични структури, като групи, пръстени и полета.
До XVI век математиката се дели на само две подобласти – аритметика и геометрия. Макар че някои методи, разработени много по-рано, днес се смятат за част от алгебрата, нейното обособяване като самостоятелен клон на математиката, последвано малко по-късно от това на анализа, датира от XVI или XVII век. От втората половина на XIX век се обособяват много нови области на математиката, повечето от които използват както аритметика, така и геометрия, а почти всички – и алгебра.
Днес алгебрата обхваща множество отделни клонове на математиката. В класификационната система MSC това са: „08-Общи алгебрични системи“, „12-Теория на полетата и полиноми“, „13-Комутатитвна алгебра“, „15-Линейна и мултилинейна алгебра; теория на матриците“, „16-Асициативни пръстени и алгебри“, „17-Неасоциативни пръстени и алгебри“, „18-Теория на категориите; хомологична алгебра“, „19-K-теория“ и „20-Теория на групите“. Алгебрата се използва интензивно и в „11-Теория на числата“ и „14-Алгебрична геометрия“.

## История

### Ранна история
Корените на алгебрата могат да бъдат проследени до древните вавилонци, които създават напреднала аритметична система, която дава възможност за алгоритмични изчисления. Във Вавилон се използват формули, с които се решават задачи, решавани днес с помощта на системи от линейни уравнения, включително неопределени, и на квадратни уравнения. За разлика от вавилонците, повечето египетски математици от това време, както и гръцките и китайските математици от 1 хилядолетие пр. Хр., обикновено решават такива задачи с геометрични методи, като описаните в Райндовия математически папирус, Евклидовите „Елементи“ или „Математика в девет книги“. Геометричните разработки на древните гърци, като систематизираните в „Елементи“, задават рамката за обобщени формули отвъд решенията на конкретни задачи чрез по-общи системи за формулиране и решаване на уравнения, макар че до тяхната реализация стигат много по-късно средновековните ислямски математици.
През IV век пр. Хр. гръцката математика претърпява драстична промяна. Създадена е геометричната алгебра, при която числа се представят чрез страните на геометрични обекти, които са означавани с букви. През Елинистичната епоха александрийските математици Херон и Диофант, наричан понякога „бащата на алгебрата“, продължават и доразвиват тези традиции. Диофант пише поредица от книги, озаглавена „Аритметика“, които отделят внимание на решаването на алгебрични уравнения и извеждат важните за теорията на числата диофантови уравнения.
През VII век в областта на алгебрата пише и индийският математик Брахмагупта, който дава първото пълно решение на квадратните уравнения.
Античните традиции са доразвити от работилия през IX век ирански математик Мохамед ал-Хорезми, автор на „Сбит трактат за пресмятанията чрез възстановяване и сравняване“. Макар че не използва алгебрични символи, отрицателни числа или нула, Ал-Хорезми успява да изведе общи решения на важни класове от уравнения, постигайки значителен напредък в сравнение с античните методи.
В историята на математиката се води спор кой трябва да бъде смятан за основоположник на алгебрата като самостоятелна дисциплина – ако тя се разбира преди всичко като теория на уравненията, това би бил Диофант, но ако се свързва главно с правилата за манипулиране и решаване на уравнения предимство би имал Ал-Хорезми. Тези, които предпочитат Диофант, се позовават на донякъде по-опростената алгебра на Ал-Хорезми и на изцяло реторичната форма на книгата му. Опонентите им отдават по-голямо значение на въвеждането от Ал-Хорезми на методите на редукция и „сравняване“ (премахване на равните членове от двете страни на равенството), което е и първоначалното значение на „алгебра“, и на дадените от него подробни обяснения на решенията на квадратни уравнения, които, макар и подкрепени с геометрични доказателства, разглеждат алгебрата като самостоятелна дисциплина. Освен това неговата алгебра вече не се занимава с поредица от конкретни задачи, а с методи, които трябва да доведат до общи решения на всички възможни уравнения.
През XI век друг ирански математик, Омар Хаям, работи в областта на алгебричната геометрия и открива общо геометрично решение на кубично уравнение. Неговата книга „Трактат за демонстрации на задачи от алгебрата“ (1070), излагащ основните принципи на алгебрата, е сред трудовете на ирански математици, достигнали до Европа и дали тласък на развитието на европейската математика. През XII век Шарафуддин ат-Туси намира алгебрични и числени решения на различни частни случаи на кубични уравнения и въвежда концепцията за функция. Решения на частни случаи на полиномни уравнения от трета и по-висока степен извеждат и други математици, като Махавира, Бхаскара II, Абу Бакр ал-Караджи, Джу Шъдзие и Леонардо Фибоначи.
През XV век Абу ал-Хасан ал-Каласади прави първите стъпки към въвеждане на алгебрични символи, изчислява стойности на ∑n2 и ∑n3 и прилага числени методи за определяне на квадратни корени. Постепенно в тежките словесни описания на алгебричните действия започват да се появяват знаците + и –, след това знаци за степени, корени, скоби. Важна стъпка в развитието на алгебрата е извеждането на общо алгебрично решение на кубичните и квадратните уравнения в средата на XVI век. Франсоа Виет в края на XVI век първи използва буквени означения както за неизвестните, така и за известните величини.
През следващите три века сме свидетели на същинското развитие на алгебрата, при което предметът на нейните изследвания се изменя няколко пъти.

### Съвременна история
През XVII – XVIII век алгебрата се приема като наука за буквени изчисления за разлика от аритметиката, която се занимава с изчисления с конкретни числа. Под буквени числа се разбирали цели и дробни числа. Според Ойлер това са цели числа, обикновени и десетични дроби, корени, логаритми, алгебрични уравнения от I – IV степен, диофантови уравнения, нютонов бином и др.
През 1637 година французинът Рене Декарт публикува „Геометрия“, поставяйки началото на аналитичната геометрия и въвеждайки широко съвременната алгебрична нотация. Малко по-късно японецът Секи Кова, последван след десет години от германеца Готфрид Лайбниц, въвежда концепцията за детерминанта при решаването на системи от линейни уравнения чрез матрици. През XVIII век в тази област работи и женевецът Габриел Крамер. Пермутациите са изследвани от Жозеф-Луи Лагранж, който през 1770 година публикува труд, посветен на решенията на алгебрични уравнения, въвеждащ за пръв път концепцията за резолвента. Италианецът Паоло Руфини пръв разработва теорията на пермутационните групи, отново в контекста на решаването на алгебрични уравнения.
В началото на XIX век основната задача на алгебрата е решаването на алгебрични уравнения с едно неизвестно. Има се предвид решение в радикали. В края на XVIII век Гаус успява да докаже основната теорема на алгебрата – че всеки многочлен с комплексни коефициенти има корен в полето на комплексните числа. През 1824 г. Н. Х. Абел доказва, че уравненията от степен, по-висока от четвърта, в общия случай не са решими в радикали. През 1830 г. Еварист Галоа посочва общ критерий за решимост на агебричните уравнения в радикали.
По това време започва разработването на абстрактната алгебра, първоначално насочена към областта, наричана днес теория на Галоа, както и към въпросите на построимостта. Джордж Пийкок поставя началото на аксиоматичното мислене в аритметиката и алгебрата, а Огъстъс Де Морган създава релационната алгебра. Уилард Гибс развива алгебрата на векторите в триизмерното пространство, а Артър Кейли – матричната алгебра.
През средата на XIX век центърът на тежестта се премества върху изследване на алгебричните операции. Предпоставка за това са комплексните числа. Възникват алгебрата на логиката на Дж. Бул, външните алгебри на Х. Грасман, кватернионите на Хамилтон, матричното смятане на А. Кейли и т.н. Това са основите на съвременната алгебра като обща теория на алгебричните операции. Тя се оформя в началото на XX век под влияние на работите на Д. Хилберт, Е. Щейниц, Е. Артин, Е. Ньотер и най-вече на публикуваната през 1930 г. работа на Ван дер Варден „Съвременна алгебра“.
Първите работи върху универсални алгебри са от тридесетте години на XX век и принадлежат на Г. Биркхоф.

## Елементарна алгебра
Елементарната алгебра е най-опростената форма на алгебрата, която се преподава на ученици, без познания по математика извън основните принципи на аритметиката. Докато в аритметиката се използват само числа и основните математически оператори (като +, −, ×, ÷), в алгебрата числата често се представят с буквени символи, наричани променливи (като a, n, x, y или z). Това е полезно, защото:
- Дава възможност за общо формулиране на аритметичните закони (например, a + b = b + a за всяко a и b), и по този начин става първа стъпка към системното изследване на свойствата на системата на реалните числа
- Дава възможност за указване на „неизвестни“ числа, за формулирането на уравнения и за изучаване на начините за решаването им. (Например, „Намерете число x, такова, че 3x + 1 = 10“ или, отивайки малко по-далеч, „Намерете число x, такова, че ax + b = c“. Тази стъпка води до заключението, че възможността за решаване на уравнението произтича не от характера на конкретните числа, а от характера на съответните операции.)
- Дава възможност за формулиране на функционални зависимости. (Например, „Ако продадеш x билета, печалбата ти би била 3x − 10 лева, или f(x) = 3x − 10, където f е функцията на печалбата, а x броят на билетите, съответстващ на стойността на функцията“.)

Училищните курсове по елементарна алгебра обикновено включват и изучаване на полиноми – изрази, представляващи сбора на краен брой ненулеви членове, всеки от които е произведение на константа и краен брой променливи, повдигнати на целочислена степен. Например x2 + 2x − 3 е полином с единствена променлива x. Полиномен израз е математически израз, който може да бъде преобразуван в полином с помощта на разместителното, съдружителното и разпределителното свойство на събирането и умножението. Например, (x − 1)(x + 3) е полиномен израз, който не е полином в строг смисъл, но може да бъде преобразуван в полинома x2 + 2x – 3. Полиномна функция е функция, дефинирана чрез полином или полиномен израз.

## Абстрактна алгебра
Абстрактната алгебра се нарича още висша или обща. Тя е дял от математиката, базиран на аксиоматичния подход за изучаването на алгебрични системи, като групи, тела, полета и пръстени.
Примери за алгебрични структури с двоична операция са полугрупи, моноиди, групи, квазигрупи, полурешетки, с две двоични операции – пръстени, полупръстени, полета и решетки. По-сложни примери за алгебраични структури са модули над пръстени, векторни пространства, алгебра над пръстени и алгебра на Ли.
За изучаване на структурите се използват общи методи и подобни понятия: за показване между структурите се въвеждат понятията хомоморфизми, изоморфизми, автоматизми, подсистеми (подгрупи, субриси, подрешетки) и факторни системи (факторни групи, факторни пръстени, факторни решетки) се въвеждат за изучаване на вътрешната структура.
Свойствата, най-общи за всички тези алгебраични системи, се формализират и изучават от специален раздел на общата алгебра – универсална алгебра. Теорията на категориите, считана също за раздел от общата алгебра, изучава свойствата на алгебричните структури и връзките между тях, използвайки абстракции като обекти, морфизми, които обобщават съответните понятия не само в алгебричните структури, но и в топологията, логиката, теорията на множествата.

### Линейна алгебра
Линейната алгебра разглежда теорията и широкото практическо приложение на решаването на системи от уравнения. Тя е дял на математиката, изследващ линейните пространства, обикновено с краен или изброим брой измерения, както и линейните изображения (линейните категории) между такива пространства. Това включва изучавенето на прави, равнини и подпространства, но засяга и свойствата, общи за всички линейни пространства.
Линейната алгебра заема централно място както в чистата, така и в приложната математика. Абстрактната алгебра възниква чрез отстраняване на някои от аксиомите за линейните пространства, което дава възможност за значителни обобщения на изводите на линейната алгебра. Функционалният анализ изучава теорията на линейните пространства при безкраен брой измерения. В съчетание с математическия анализ линейната алгебра дава възможност за решаване на линейни системи от диференциални уравнения.
Методи на линейната алгебра се използват също в аналитичната геометрия, техниката, физиката и останалите природни науки, информатиката и обществените науки, най-вече в икономиката. Тъй като апаратът на линейната алгебра е много добре развит, понякога нелинейни математически модели се апроксимират чрез линейни.

### Универсална алгебра
Универсалната алгебра е клон на математиката, който изучава общите свойства на алгебраичните системи, използва приликите между различни алгебрични структури – групи, пръстени, модули, решетки, въвежда понятията, присъщи на всички тях, и създава твърдения, които са общи за всички тях. Той заема междинно положение между математическата логика и общата алгебра като апарат на математическата логика, приложен към общите алгебрични структури.
Централната концепция е алгебраичната система, обхващаща значителна част от вариантите на алгебраични структури; концепциите за хомоморфизма и факторните системи могат да бъдат изградени над този обект, като се обобщават съответните конструкции от теории за групи, пръстени, решетки и т.н. Разработеното направление в раздела е изучаването на класове на алгебраични системи.

### Алгебрична теория на числата
Алгебрична теория на числата е дял от теория на числата изучаващ алгебричните цели числа, използвайки набор средства от модерната абстрактна алгебра: теория на идеалите, разширения на Галоа, области на Дедекинд, теория на представянията и др.
Методите на теорията се развиват през 19 век, до голяма степен породени от устрема за решение на последната теорема на Ферма. Рихард Дедекинд разработва теория на идеалите през 1876 поставяйки началото на систематично изследване на алгебричната теория на числата.

### Алгебрична геометрия
Алгебричната геометрия е приложение на абстрактната алгебра за решаване на геометрични задачи.
Алгебраичната геометрия е клон на математиката, който съчетава алгебра и геометрия. Основен обект на изучаване на класическата алгебраична геометрия, както и в широкия смисъл на съвременната алгебраична геометрия, са множествата решения на системи от алгебраични уравнения. Съвременната алгебраична геометрия до голяма степен се основава на методите на обща алгебра (особено комутативна) за решаване на проблеми, възникващи в геометрията.
Основният обект на изучаване на алгебраичната геометрия са алгебраичните разновидности, тоест геометричните обекти, определени като набори от решения на системи от алгебраични уравнения.
Съвременната алгебраична геометрия има множество връзки с различни области на математиката, като комплексен анализ, топология или теория на числата. Изследването на специфични системи от уравнения с няколко променливи води до разбирането на важността на изучаването на общите вътрешни свойства на множествата решения на произволна система от алгебраични уравнения и в резултат на това до дълбоки резултати в много раздели на математиката.

### Алгебрична комбинаторика
Алгебричната комбинаторика е приложение на абстрактната алгебра за решаване на задачи от областта на комбинаториката.